# Putnok
Putnok ist eine ungarische Stadt im gleichnamigen Kreis im Komitat Borsod-Abaúj-Zemplén.

## Geografische Lage
Putnok liegt in Nordungarn, 40 Kilometer nordwestlich des Komitatssitzes Miskolc, am linken Ufer des Flusses Sajó.

## Geschichte
Am 18. September 1560 schreibt der designierte Bischof von Eger, Antonius Verantius (Antal Verancsics) an Kaiser Karl V. über die gefährdete Situation von Putnok, das zusammen mit der Burg Gedew in den damaligen Tagen mehrfach von den Türken angegriffen wurde, die wegen der von ihnen eroberten Burg Fylek und dem so entstandenen Landkorridor eine große Gefahr für das gesamte Gebiet, einschließlich Erlau (heute Eger), darstellen würden. Wenn der Kaiser nicht bald Taten folgen lasse, indem er beispielsweise den in der Nachbarschaft fest verankerten Herrn Bebek mit Sold für Hundertschaften von Reitern versehe, wird dieses Gebiet beträchtliche Zweifel an der Tatkraft des Kaisers haben und in weitere Verunsicherung abrutschen.
Im Januar 1941 lebten 519 Juden in Putnok, das waren 11 % der Bevölkerung. Sie wurden im Mai 1944 ghettoisiert und im Juni des Jahres über Miskolc in das KZ Auschwitz deportiert.

## Söhne und Töchter der Stadt
- Ludwig Blau (1861–1936), Gelehrter
- Ede Tóth (1844–1876), Dramatiker

## Städtepartnerschaften
- Fécamp, Frankreich, seit 1995
- Tisovec, Slowakei, seit 1999
- Tornaľa, Slowakei, seit 2000
- Nowy Żmigród, Polen, seit 2003
- Ludgeřovice, Tschechien, seit 2007

## Verkehr
Durch Putnok verläuft die Hauptstraße Nr. 26, auf die in der Stadtmitte die Landstraßen Nr. 2523 und Nr. 2602 treffen. Die Stadt ist angebunden an die Bahnstrecke Miskolc-Tiszai–Fiľakovo. Auf der abzweigenden Bahnstrecke Eger–Putnok wurde der Personenverkehr im Jahr 2009 eingestellt.